# Anadascalia meridionalis
Anadascalia meridionalis är en insektsart som beskrevs av Ronald Gordon Fennah 1945. Anadascalia meridionalis ingår i släktet Anadascalia och familjen Flatidae. Inga underarter finns listade i Catalogue of Life.